# Катина (Прахова)
Катина (рум. Cătina) насеље је у Румунији у округу Прахова у општини Флорешти. Oпштина се налази на надморској висини од 300 m.

## Становништво
Према подацима из 2002. године у насељу је живело 1317 становника, од којих су сви румунске националности.